# بامینگی-بانگوران
بامینگی-بانگوران (به لاتین: Bamingui-Bangoran) یک منطقهٔ مسکونی در جمهوری آفریقای مرکزی است که در جمهوری آفریقای مرکزی واقع شده‌است. بامینگی-بانگوران ۵۸٬۲۰۰ کیلومتر مربع مساحت و ۴۳٬۲۲۹ نفر جمعیت دارد.